# ABA Liga 2004-05
La ABA Liga 2004-05 fue la cuarta edición de la ABA Liga, competición que se amplió de 14 a 16 equipos de Serbia y Montenegro, Croacia, Eslovenia y Bosnia Herzegovina. El campeón fue por primera vez el equipo serbio del KK Hemofarm. Los playoffs los disputaron los ocho primeros clasificados.

## Temporada regular

### Clasificación
|     | Equipo             | Pos | G  | P  | PF   | PC   | Dif  | Pts. |
| --- | ------------------ | --- | -- | -- | ---- | ---- | ---- | ---- |
| 1.  | Hemofarm           | 30  | 22 | 8  | 2591 | 2426 | +165 | 52   |
| 2.  | Partizan Pivara MB | 30  | 20 | 10 | 2539 | 2386 | +153 | 50   |
| 3.  | Crvena zvezda      | 30  | 20 | 10 | 2489 | 2260 | +229 | 50   |
| 4.  | Union Olimpija     | 30  | 20 | 10 | 2480 | 2348 | +132 | 50   |
| 5.  | Reflex             | 30  | 20 | 10 | 2422 | 2302 | +120 | 50   |
| 6.  | Cibona VIP         | 30  | 19 | 11 | 2560 | 2334 | +226 | 49   |
| 7.  | Zadar              | 30  | 19 | 11 | 2491 | 2320 | +171 | 49   |
| 8.  | Bosna ASA BHT      | 30  | 18 | 12 | 2425 | 2395 | +30  | 48   |
| 9.  | Pivovarna Laško    | 30  | 16 | 14 | 2224 | 2108 | +116 | 46   |
| 10. | Geoplin Slovan     | 30  | 15 | 15 | 2352 | 2356 | -4   | 45   |
| 11. | Šibenka Dalmare    | 30  | 11 | 19 | 2310 | 2516 | -206 | 41   |
| 12. | Zagreb             | 30  | 11 | 19 | 2404 | 2547 | -143 | 41   |
| 13. | Široki Hercegtisak | 30  | 9  | 21 | 2208 | 2459 | -251 | 39   |
| 14. | Budućnost          | 30  | 9  | 21 | 2323 | 2540 | -217 | 39   |
| 15. | Split CO           | 30  | 6  | 24 | 2284 | 2476 | -192 | 36   |
| 16. | Helios             | 30  | 5  | 25 | 2171 | 2500 | -329 | 35   |

|  | Clasificados para la Final Eight  |
|  | No disputa la siguiente temporada |

## Final eight
Partidos disputados en el Pionir Hall de Belgrado
|  | Cuartos de final 29 de abril | Cuartos de final 29 de abril | Cuartos de final 29 de abril |                    |    | Semifinales 30 de abril | Semifinales 30 de abril | Semifinales 30 de abril |  |   | Final 1 de mayo | Final 1 de mayo | Final 1 de mayo |  |
|  |                              |                              |                              |                    |    |                         |                         |                         |  |   |                 |                 |                 |  |
|  |                              |                              |                              |                    |    |                         |                         |                         |  |   |                 |                 |                 |  |
|  | 1                            | Hemofarm                     | 84                           |                    |    |                         |                         |                         |  |   |                 |                 |                 |  |
|  | 1                            | Hemofarm                     | 84                           |                    |    |                         |                         |                         |  |   |                 |                 |                 |  |
|  | 8                            | Bosna ASA BHT                | 69                           |                    |    |                         |                         |                         |  |   |                 |                 |                 |  |
|  | 8                            | Bosna ASA BHT                | 69                           |                    | 1  | Hemofarm                | 88                      |                         |  |   |                 |                 |                 |  |
|  |                              |                              |                              |                    | 1  | Hemofarm                | 88                      |                         |  |   |                 |                 |                 |  |
|  |                              |                              | 5                            | Reflex             | 80 |                         |                         |                         |  |   |                 |                 |                 |  |
|  | 4                            | Union Olimpija               | 5                            | Reflex             | 80 | 80                      |                         |                         |  |   |                 |                 |                 |  |
|  | 4                            | Union Olimpija               |                              |                    |    |                         |                         |                         |  |   |                 |                 |                 |  |
|  | 5                            | Reflex                       | 91                           |                    |    |                         |                         |                         |  |   |                 |                 |                 |  |
|  | 5                            | Reflex                       | 91                           |                    |    |                         |                         |                         |  | 1 | Hemofarm        | 89              |                 |  |
|  |                              |                              |                              |                    |    |                         |                         |                         |  | 1 | Hemofarm        | 89              |                 |  |
|  |                              |                              | 2                            | Partizan Pivara MB | 76 |                         |                         |                         |  |   |                 |                 |                 |  |
|  | 2                            | Partizan Pivara MB           | 2                            | Partizan Pivara MB | 76 | 99                      |                         |                         |  |   |                 |                 |                 |  |
|  | 2                            | Partizan Pivara MB           |                              |                    |    |                         |                         |                         |  |   |                 |                 |                 |  |
|  | 7                            | Zadar                        | 72                           |                    |    |                         |                         |                         |  |   |                 |                 |                 |  |
|  | 7                            | Zadar                        | 72                           |                    | 2  | Partizan Pivara MB      | 87                      |                         |  |   |                 |                 |                 |  |
|  |                              |                              |                              |                    | 2  | Partizan Pivara MB      | 87                      |                         |  |   |                 |                 |                 |  |
|  |                              |                              | 3                            | Crvena zvezda      | 85 |                         |                         |                         |  |   |                 |                 |                 |  |
|  | 3                            | Crvena zvezda                | 3                            | Crvena zvezda      | 85 | 73                      |                         |                         |  |   |                 |                 |                 |  |
|  | 3                            | Crvena zvezda                |                              |                    |    |                         |                         |                         |  |   |                 |                 |                 |  |
|  | 6                            | Cibona VIP                   | 71                           |                    |    |                         |                         |                         |  |   |                 |                 |                 |  |
|  | 6                            | Cibona VIP                   | 71                           |                    |    |                         |                         |                         |  |   |                 |                 |                 |  |
|  |                              |                              |                              |                    |    |                         |                         |                         |  |   |                 |                 |                 |  |

| Campeón de la Liga ABA 2004–05 |
| ------------------------------ |
| Hemofarm 1er título            |

## Líderes estadísticos
Al término de la temporada regular.

### Valoración
| Pos | Nombre          | Equipo   | Partidos | Valoración | PIR   |
| --- | --------------- | -------- | -------- | ---------- | ----- |
| 1.  | Dejan Milojević | Partizan | 789      | 26         | 30,35 |
| 2.  | Marko Tomas     | Zagreb   | 634      | 30         | 21,13 |
| 3.  | Roko Ukić       | Split    | 516      | 26         | 19,85 |
| 4.  | Marko Banić     | Zadar    | 607      | 31         | 19,58 |
| 5.  | Frano Čolak     | Šibenka  | 485      | 25         | 19,40 |

### Puntos
| Pos | Nombre          | Equipo   | Games | Puntos | PPP   |
| --- | --------------- | -------- | ----- | ------ | ----- |
| 1.  | Dejan Milojević | Partizan | 566   | 26     | 21,77 |
| 2.  | Marko Tomas     | Zagreb   | 588   | 30     | 19,60 |
| 3.  | Roko Ukić       | Split    | 481   | 26     | 18,50 |
| 4.  | Damir Miljković | Zagreb   | 506   | 29     | 17,45 |
| 5.  | Marko Banić     | Zadar    | 535   | 31     | 17,26 |

### Rebotes
| Pos | Nombre          | Equipo   | Partidos | Rebotes | RPP  |
| --- | --------------- | -------- | -------- | ------- | ---- |
| 1.  | Dejan Milojević | Partizan | 219      | 26      | 8,42 |
| 2.  | Frano Čolak     | Šibenka  | 175      | 25      | 7,00 |
| 3.  | Todor Gečevski  | Zadar    | 198      | 29      | 6,83 |
| 4.  | Milenko Topić   | Hemofarm | 196      | 29      | 6,76 |
| 5.  | Marko Banić     | Zadar    | 200      | 31      | 6,45 |

### Asistencias
| Pos | Nombre            | Equipo   | Partidos | Asistencias | APP  |
| --- | ----------------- | -------- | -------- | ----------- | ---- |
| 1.  | Roko Ukić         | Split    | 113      | 26          | 4,35 |
| 2.  | Kyle Hill         | Zadar    | 99       | 25          | 3,96 |
| 3.  | Andrés Rodríguez  | Olimpija | 114      | 30          | 3,80 |
| 4.  | Marko Antonijevič | Laško    | 111      | 30          | 3,70 |
| 5.  | Marko Popović     | Zadar    | 86       | 25          | 3,44 |

Fuente: ABA League Individual Statistics 